# Baleia-branca
A baleia-branca, beluga ou beluca (nome científico: Delphinapterus leucas) é uma espécie de cetáceo odontoceti que habita a região ártica e subártica. Assim como outros representantes deste grupo, estes animais possuem apenas um orifício respiratório.  As belugas não têm barbatana dorsal, daí o nome “golfinho sem barbatana”. No entanto, apesar do que o nome sugere, as belugas não são golfinhos; esse termo está reservado para os membros da família Delphinidae. A beluga é a única espécie do gênero Delphinapterus e, junto ao narval, (Monodon monoceros) formam a família Monodontidae. Há registros de belugas machos imitando a voz humana durante a transição da fase juvenil para a fase adulta.
Está adaptada completamente para a vida no Ártico e, para isso, tem uma série de características anatômicas e fisiológicas que a diferenciam dos outros cetáceos. Se caracteriza por sua cor totalmente branca nos adultos e pela falta de uma nadadeira dorsal. Tem uma proeminência frontal distintiva que abriga o órgão chamado melão, que nesta espécie é muito volumoso e deformado. Seu tamanho é um intermédio entre as baleias e golfinhos, com um comprimento e peso máximos para os machos de 5,5 metros e 1600 kg e um corpo robusto, com o maior percentual de gordura entre os cetáceos. Sua audição é altamente desenvolvida e possui ecolocalização, que a permite movimentar-se e encontrar aberturas em blocos de gelo.
São animais gregários, que formam grupos de dez indivíduos em média. Entretanto, durante o verão, se reúnem centenas e até milhares em estuários e águas costeiras rasas. São nadadores lentos, contudo são adaptados para mergulho e podem chegar a mais de 700 metros abaixo da superfície. Sua dieta é oportunista e varia conforme a localização e estação do ano; se alimentam de peixes, crustáceos e outros invertebrados do fundo do mar.
A maior parte das belugas habitam o Ártico e os mares e costas adjacentes da América do Norte, Rússia e Gronelândia; a população mundial se estima em 150 000 indivíduos. Tem comportamento migratório, onde a maioria dos grupos passam o inverno às margens das camadas de gelo; mas com a chegada do verão, com o degelo, se movem para foz de rios e zonas costeiras mais quentes. Algumas populações são sedentárias e não migram a grandes distâncias no decorrer do ano.
Por séculos, este cetáceo tem sido uma das fontes de subsistência para os nativos da América do Norte e Rússia. Foi objeto de caça comercial durante o século XIX e parte do século XX. Desde 1973 está sob proteção internacional junto com outros odontocetos. Atualmente, somente é autorizada a caça de subsistência de algumas subpopulações por parte dos inuítes. Outras ameaças são os predadores naturais (ursos polares e orcas), a contaminação dos rios e as doenças infecciosas. Em 2008, a espécie foi catalogada na Lista Vermelha da UICN como espécie quase ameaçada; no entanto, a subpopulação residente na enseada de Cook, Alasca, está considerada em perigo crítico. É um dos cetáceos que se mantém em cativeiro em aquários e parques de vida silvestre na América do Norte, Europa e Ásia, e é popular para o público por sua cor branca e expressividade sorridente.

## Taxonomia e evolução

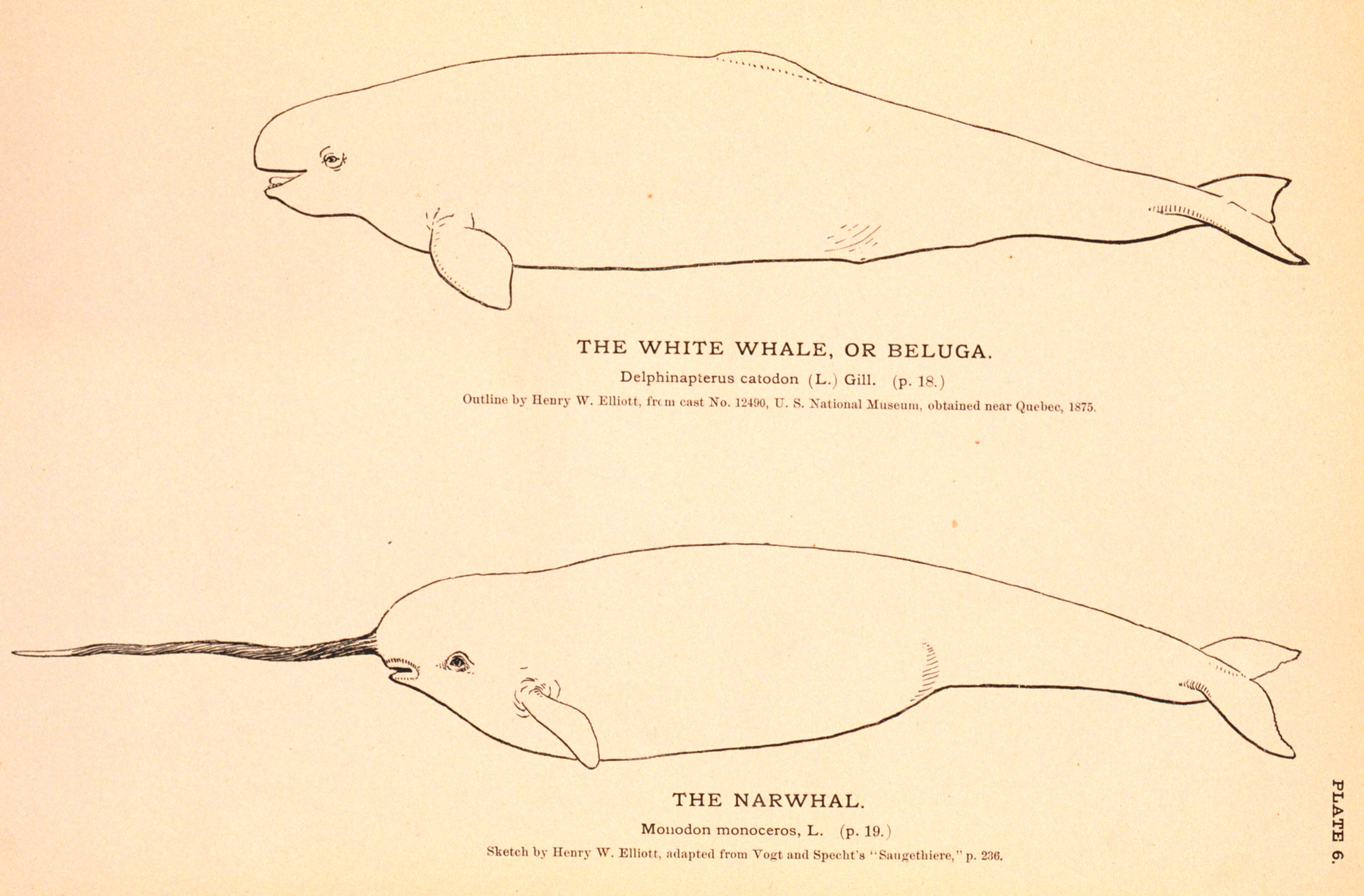
Ilustração do século XIX, publicada pela Administração Nacional Oceânica e Atmosférica dos Estados Unidos.

A primeira beluga foi descrita inicialmente por Peter Simon Pallas em 1776. É um membro da família Monodontidae, a qual faz parte as baleias dentadas (subordem Odontoceti). Compartilha semelhanças morfológicas e anatômicas com o golfinho do rio Irrawaddy (Orcaella brevirostris), o qual foi classificado dentro da mesma família; porém, a raiz das provas comparativas de ADN com outros odontocetos foi colocada dentro da família Delphinidae. A única espécie aparte da beluga classificada dentro da família Monodontidae é o narval (Monodon monoceros). A constatação de um crânio com características intermediárias é compatível com a hipótese de que a hibrididação é possível entre os integrantes desta família. A superfamília Delphinoidea (que contém monodontideos, golfinhos e botos) se separou de outras baleias dentadas, odontoceti, há entre 11 e 15 milhões de anos. Monodontideos então se separaram dos golfinhos (Delphinidae) e mais tarde dos botos (Phocoenidae), seus parentes mais próximos em termos evolutivos.
O nome de seu gênero, Delphinapterus, significa golfinho sem nadadeira, do grego δελφίν (delphin), "golfinho" e απτερος (apterus), "sem nadadeira", e o nome de sua espécie, leucas, significa "branco", do grego λευκας (leucas), "branco". O nome comum, beluga, vem do nome em russo белуга (beluga) ou белуха (belukha), o qual deriva da palavra белый (belyy), que significa "branco". É as vezes chamada de "baleia beluga", a fim de não confundi-la com o esturjão-beluga. A Lista Vermelha da UICN aceita os nomes beluga e baleia-branca (do inglês white whale) como sinônimos; mas no sentido estrito do termo baleia aplica-se somente aos integrantes da família Balaenidae. As belugas também são conhecidas como ''canários do mar'' devido ao seu grande repertório de vocalizações.
Segundo estudos de ADN mitocondrial, os cetáceos atuais tiveram um ancestral comum há entre trinta e trinta e quatro milhões de anos. A família Monodontidae se separou relativamente cedo dos outros odontocetos; da família Delphinoidea, há entre onze e quinze milhões de anos, e da família Phocoenidae, a mais próxima em termo evolutivos, o fez posteriormente. O primeiro ancestral conhecido da beluga, pertencente à família Monodontidae, é a espécie Denebola brachycephala que viveu durante o período Mioceno Tardio (há nove ou dez milhões de anos). A descoberta de fósseis provenientes do Pleistoceno no noroeste da América do Norte e na península da Baixa Califórnia indica que os ancestrais da beluga viveram em águas mais quentes e que em épocas comparativamente recentes o território da beluga oscilou de acordo com a duração das glaciações (eras glaciais) e se retirava para o Norte quando o gelo derretia. Uma evidência que confirma essa teoria, é a descoberta em 1849 dos ossos de uma beluga no estado de Vermont nos Estados Unidos, a 240 km do oceano Atlântico. Os restos foram preservados nos sedimentos do mar de Champlain, uma extensão do oceano dentro do continente, resultado do aumento no nível do mar ao terminar a era glacial há cerca de 12 000 anos.

## Descrição

### Longevidade

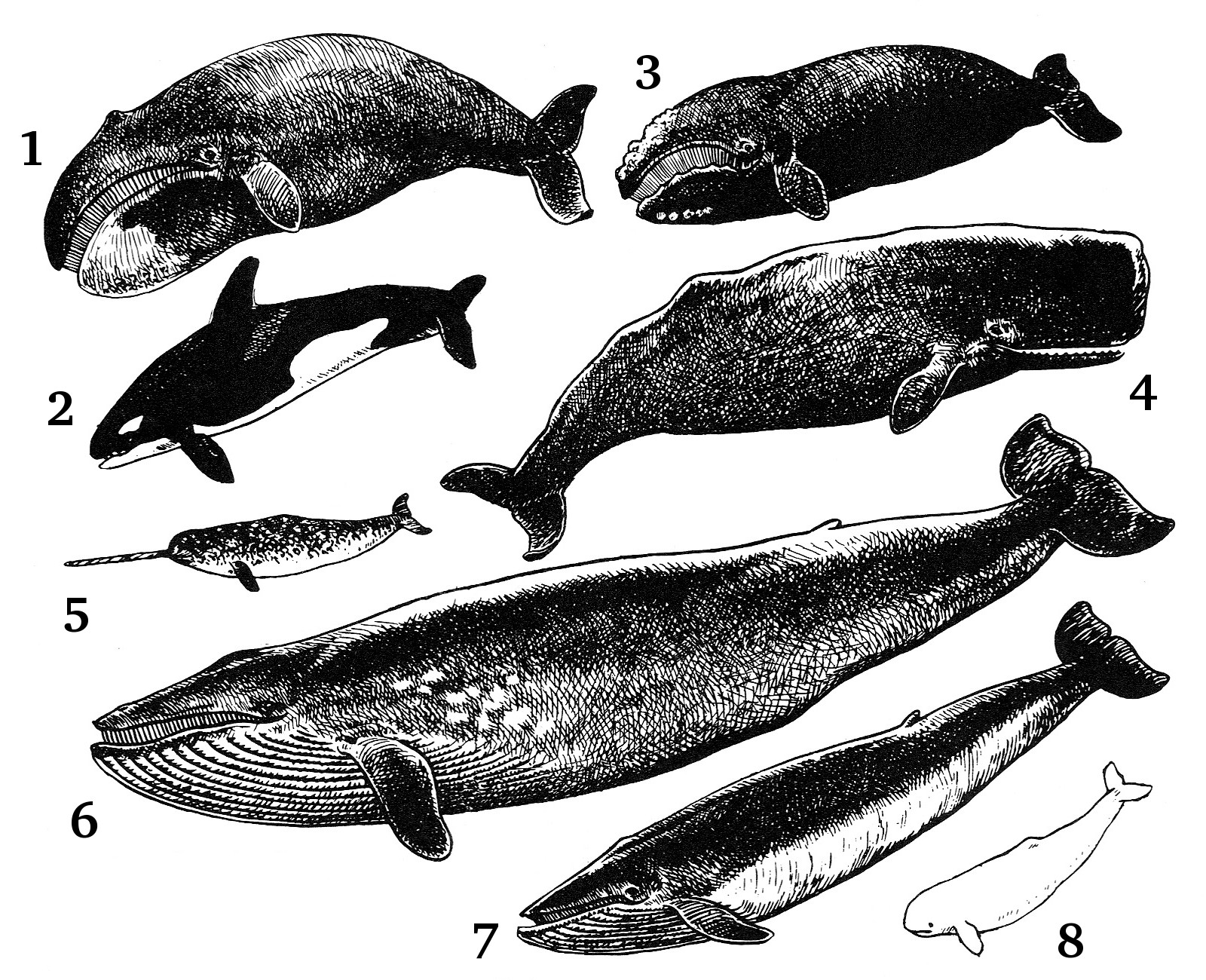
Tamanho comparativo dos cetáceos; a beluga está no número 8

Segundo as primeiras investigações se estimava que a esperança de vida de uma beluga apenas superava os trinta anos. O método para calcular a idade se baseava na contagem das camadas dentárias que são acrescentados regularmente, segundo se acreditava, entre uma e duas vezes por ano. Estas camadas são identificáveis, já que alternam entre o material denso, de aspecto opaco e lâminas transparentes de material menos denso. Tendo em conta a frequência estimada com que ocorriam os acréscimos, era possível estimar a idade do indivíduo de acordo com o número de camadas identificadas. No entanto, um estudo com radiocarbono das camadas de dentes publicado em 2006, demonstrou que o acréscimo desse material ocorre com menor frequência do que era estimado anteriormente, e que geralmente a espécie podem superar os sessenta anos de idade, e até mesmo chegar aos oitenta.

### Tamanho
A espécie apresenta um dimorfismo sexual moderado; Os machos são 25% mais largos que as fêmeas e são mais robustos. Os machos adultos medem entre 3,5 e 5,5 metros de comprimento, enquanto as fêmeas medem entre os 3 e 4,1 metros. Os machos pesam entre 1100 e 1600 kg e as fêmeas têm entre 700 e 1200 kg. Ambos os sexos alcançam o tamanho máximo aos dez anos de idade. O corpo das belugas é robusto e fusiforme (forma de cone, com a ponta para trás), e com frequência têm dobras de gordura, especialmente ao longo da superfície ventral. Entre 40 e 50% de seu peso corporal é gordura; é um percentual elevado em relação às baleias que não habitam o Ártico, nas quais a gordura representa apenas 30% de seu peso. A gordura forma uma camada que cobre todo o corpo, exceto a cabeça; pode ter até quinze centímetros de espessura e age como isolante em águas com temperatura entre os 0 a 18 °C, além de ser uma reserva importante durante os períodos de jejum.

### Cor

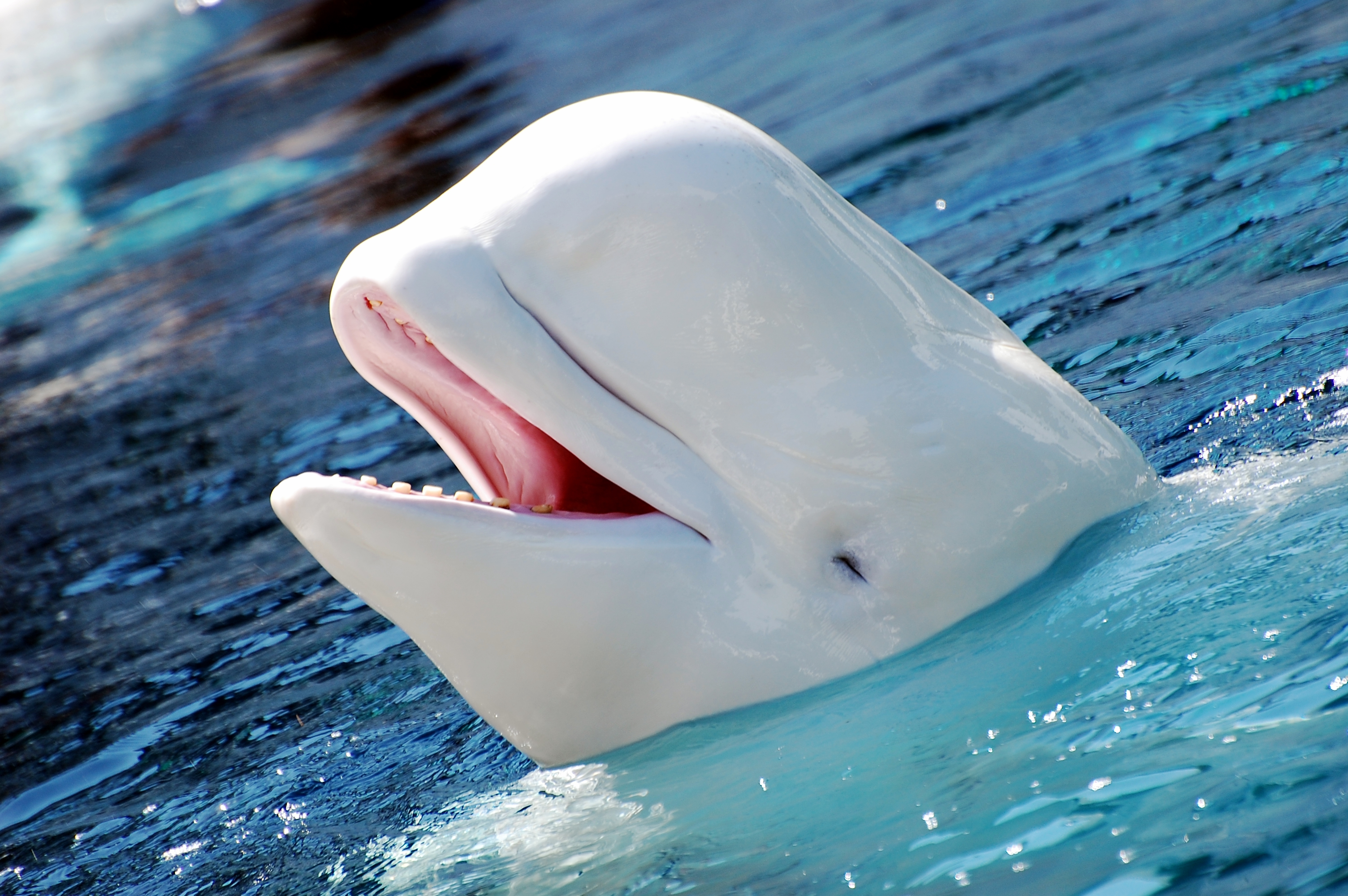
Cabeça de uma beluga onde se observa a grande proeminência frontal, que possui o melão e a cor branca distintiva

Os adultos são difíceis de confundir, porque são os únicos cetáceos totalmente brancos ou de cor cinza esbranquiçada. As crias ao nascer normalmente são cinzentas, com um mês de vida a cor torna-se cinza escura ou cinza-azulada, e, posteriormente, começam a perder pigmento em forma progressiva até atingir a cor branca distintiva; as fêmeas o fazem aos sete anos de idade e os machos aos nove. O tom branco da pele é uma condição adaptativa para a vida no Ártico e permite camuflar-se nas camadas de gelo polares, servindo de proteção contra seus predadores: urso polar e orca. Ao contrário dos outros cetáceos, a pele da beluga tem um padrão de mute sazonal. Durante o inverno, ocorre um espessamento da epiderme, e sua pele pode tornar-se amarelada, principalmente nas costas e nas barbatanas. Quando migram durante o verão, costumam se esfregar com o cascalho do fundo dos rios para se livrar deste revestimento cutâneo.

### Cabeça/melão e pescoço

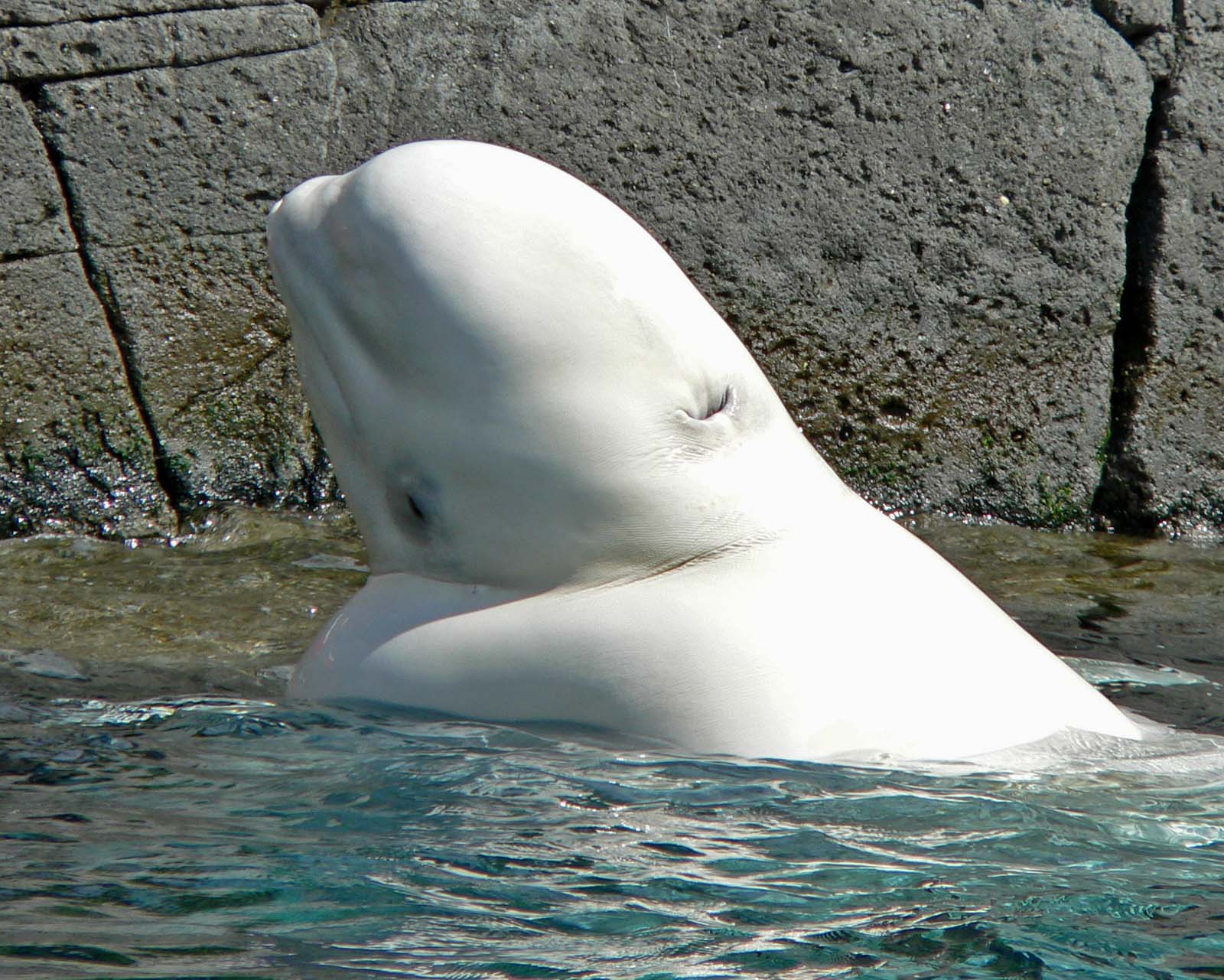
Espiráculo na parte de trás da cabeça

Como a maioria dos odontocetos, a beluga tem um compartimento localizado na região frontal da cabeça, que contém o órgão da ecolocalização chamado de melão. A forma da cabeça nesta espécie é diferente da dos outros cetáceos, devido a que o melão é bastante grande e em forma de pétala, e se lhe observa, como uma grande proeminência frontal. Outra característica distintiva é a capacidade que ele tem de deformar a este órgão, durante a emissão de sons, usando os músculos adjacentes para focalizar os ecos emitidos, servindo de modulador para a ecolocalização. O óleo de este órgão contém ácidos graxos, principalmente ácido isovalérico (60,1%) e ácidos de cadeia longa (16,9%), composição que difere bastante da gordura corporal do animal e pode desempenhar um papel no sistema de redes.
Ao contrário dos outros cetáceos que mostram algum grau de fusão cervical, com exceção dos baleias, alguns golfinhos do rio e os narvais, as sete vértebras cervicais não estão unidas entre si, o que lhe dá flexibilidade ao girar a cabeça para os lados, sem a necessidade de girar o corpo. Isto lhe proporciona uma manobrabilidade lateral que permite melhorar o campo visual, ajudar na perseguição das presas, fugir dos predadores e manobrar em águas pouco profundas. Tem em torno de oito a dez dentes pequenos, levemente lisos e curvos, em cada quadrante da mandíbula, com uma média de trinta e seis peças no total e máximo de quarenta. Não usa os dentes para mastigar, mas sim para pegar suas presas, decapa-as e, em seguida, engole-as inteiras. Possui apenas um espiráculo localizado na superfície dorsal da cabeça, atrás do melão e está coberta por uma tampa muscular que o selado hermeticamente. Na posição anatômica normal esta estrutura fecha o espiráculo e para abri-lo você precisa contrair a tampa muscular. A glândula tiroide é relativamente grande, se comparada com os mamíferos terrestres —pesa três vezes mais que a de um cavalo— e pode ajudar a manter um metabolismo mais alto durante a ocupação dos estuários durante o verão. É o cetáceo marinho que desenvolve lesões hiperplásicas e pertencentes a esta glândula com maior frequência.

### Barbatanas

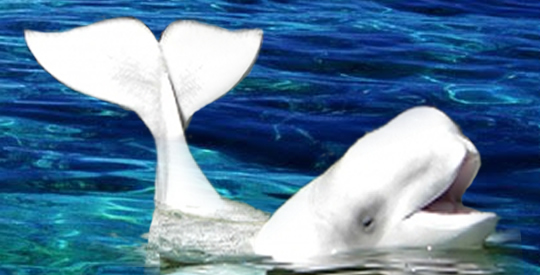
Uma beluga mostrando a sua barbatana caudal, em água pouco profunda

Os membros anteriores, como nos demais cetáceos, são as barbatanas peitorais. Estas mantém os vestígios ósseos de seus ancestrais mamíferos e estão unidos firmemente entre si pelo tecido conjuntivo. As barbatanas são pequenas em proporção ao tamanho do corpo; são arredondadas, possuem forma de remo e estão ligeiramente enroladas nas pontas. Estas extremidades são muito versáteis e as usam principalmente como leme para dirigir seus movimentos, para se manter em sincronia com a barbatana caudal e mover-se com agilidade em águas de um a três metros de profundidade. As nadadeiras também possuem um mecanismo para a regulação da temperatura corporal, uma vez que as artérias que as irrigam estão rodeadas por veias e estas se dilatam ou contraem, conforme a situação, para manter ou perder calor. A nadadeira caudal é uma estrutura achatada com dois lóbulos em forma de remo, carece de osso e é composta de tecido conjuntivo, duro, denso e fibroso. Nesta espécie, esta nadadeira tem uma curvatura distintiva na borda posterior. A musculatura longitudinal das costas é a encarregada de proporcionar o movimento ascendente e descendente da nadadeira e de modo similar às nadadeiras peitorais possuem um mecanismo termorregulador.
As belugas possuem uma crista dorsal no lugar de uma barbatana dorsal. Acredita-se que este traço evolutivo é uma adaptação para as condições sob o gelo, ou possivelmente uma forma de preservar o calor. Esta crista é dura e junto com sua cabeça pode ser usada para abrir caminho por camadas de gelo com até oito centímetros de espessura.

### Patógenos
Como em qualquer população animal, uma série de patógenos causam morte e doenças em belugas, incluindo vírus, bactérias, protozoários e fungos, que causam principalmente infecções cutâneas, intestinais e respiratórias. Papilomavírus, herpesvírus e encefalite causada pelo protozoário Sarcocystis foram encontrados em belugas no rio São Lourenço. Casos foram registrados de protozoários ciliatos colonizando o espigão de certos indivíduos, mas eles não são considerados patógenos ou não são muito prejudiciais.  A bactéria Erysipelothrix rhusiopathiae, que provavelmente vem da ingestão de peixes infectados, representa uma ameaça aos belugas mantidos em cativeiro, causando anorexia e placas dérmicas e lesões que podem levar à sepse. Esta condição pode causar a morte se não for diagnosticada e tratada a tempo com antibióticos como ciprofloxacina. Um estudo de infecções causadas por vermes parasitas em vários indivíduos de ambos os sexos encontrou a presença de larvas de uma espécie do gênero Contracaecum em seus estômagos e intestinos, Anisakis simplex em seus estômagos, Pharurus pallasii em seus canais auditivos, Hadwenius seymouri em seus intestinos e Leucasiella ártico em seus retos.

### Sentidos
- Audição: As belugas têm um ouvido muito especializado e a casca auditiva está altamente desenvolvida. Podem ouvir sons dentro do intervalo de 1,2 a 120 kHz, com maior sensibilidade entre os 10 a 75 kHz,[49] quando a faixa de audição média para um ser humano é de 0,2 a 20 kHz.[50] Provavelmente, a maioria dos sons são recebidos pela mandíbula inferior e transmitidos até o ouvido médio. Os odontocetos, o osso da mandíbula inferior é largo e possui uma cavidade na base, que se projeta até o local onde se articula com o crânio. Dentro dessa pequena cavidade, existe um depósito de gordura que aponta em direção ao ouvido médio.[51] Além disso, possui um pequeno orifício auditivo externo a alguns centímetros atrás dos olhos; cada orifício se comunica com um canal auditivo externo e o tímpano. Não se sabe se estes orifícios são funcionais ou são, simplesmente, um vestígio.[51]
- Visão: São capazes de ver dentro e fora da água; no entanto, ao comparar-se com os golfinhos, a visão é relativamente pobre.[52] Seus olhos estão adaptados de forma particular para ver dentro da água, mas ao contato com o ar, o cristalino e a córnea são ajustadas para corrigir a miopia (o alcance de visão dentro da água é curto).[52] A retina do animal possui cones e bastões, o que indica que também podem ver na penumbra. A presença de cones sugere que podem ver as cores; no entanto, esta suposição não foi documentado.[52] Algumas glândulas no canto medial das órbitas segregam uma substância gelatinosa e oleosa, que lubrificam o olho e limpam de corpos estranhos. Esta substância forma uma película que protegeria a córnea e a conjuntiva de organismos patogênicos.[52]
- Tato: estudos em animais cativos indicam que buscam o contato físico frequente com outras belugas.[34]
- Paladar: foram detectadas áreas sensoriais na boca desses animais, que podem funcionar como fontes termais para os sabores e foi documentado que podem detectar a presença de sangue na água, pelo que reagem de imediato e exibem comportamentos de alarme.[34]
- Olfato: como os outros odontocetos, carecem de lobos olfatórios no cérebro e nervos olfatórios, o que sugere que carecem de olfato.[36]

## Comportamento

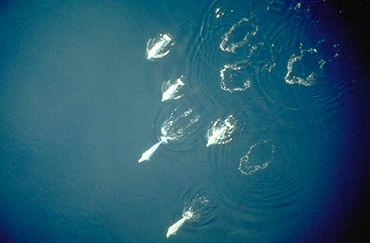
Vista aérea de um grupo integrado por cinco belugas em deslocamento

Estes cetáceos formam pequenos grupos, que variam entre dois e vinte e cinco indivíduos, com uma média de dez membros. Estes grupos (chamados de pods, em inglês) têm animais de ambos os sexos, e são liderados por um macho dominante. Quando os rebanhos se unem, em estuários durante o verão, podem se reunir centenas e até milhares de indivíduos. Estes podem representar uma proporção significativa da população total desses cetáceos e é o momento de maior vulnerabilidade perante a caça.
São animais cooperativos e com frequência se organizam em grupos para caçar, fazendo-o de forma coordenada. Dentro dos grupos, são animais muito sociáveis, costumam seguir-se uns aos outros, seja jogando-se ou agredindo-se, e se tocam com frequência entre si.
Em cativeiro mexem-se constantemente, verbalizam e nadam, à volta, por cima e por baixo de outros animais. Mostram curiosidade pelos humanos e nos tanques se aproximam para observá-los de perto através dos vidros.
Na natureza, as belugas também mostram um alto grau de curiosidade para os humanos e, com frequência, nadam em direção aos barcos. Também podem jogar com objetos encontrados na água; na liberdade fazem-no com a madeira, plantas, peixes mortos e com bolhas que elas mesmas criam. Durante a época de criação, foram observados adultos transportando objetos, como plantas, redes e até esqueletos de caribu sobre a sua cabeça e costas. Foram vistos também fêmeas cativas, expressando este comportamento depois de perder uma criação, transportando elementos como coletes salva-vidas e boias. Os especialistas teorizam que esta interação com os objetos pode evidenciar um comportamento de substituição.
Na transição da idade jovem para a adulta, as Belugas machos podem emitir sons em uma frequência parecida com a voz humana. Ainda são necessários mais estudos para explicar esse comportamento, e se ele pode aparecer em outros Cetáceos.

### Natação e imersão
As belugas são nadadores lentos se comparados com outros odontocetos, como a baleia-comum e o golfinho e muar. O pobre desempenho como nadador com relação a seus parentes se deve a sua compleição pouco hidrodinâmica e a baixa amplitude de movimento de sua nadadeira caudal que lhe proporciona um menor impulso. Com maior frequência nadando a uma velocidade entre os 3 e 9 km por hora; no entanto, são capazes de manter um ritmo de 22 km/h por um tempo de 15 minutos. Ao contrário da maioria dos cetáceos, estes animais podem nadar para trás. Entre 5% e 10% do tempo das belugas nadam sobre a superfície da água, enquanto o resto do tempo fazem a profundidade suficiente para cobrir seu corpo. Não costumam fazer shows aéreos (saltos, cambalhotas, etc.) como os golfinhos e orcas.
Estes animais geralmente não se envolvem muito profundo, mas com maior frequência o fazem cerca de 20 metros; no entanto, são capazes de mergulhar a grande profundidade. Em indivíduos cativos foram documentados distâncias entre 400 e 647 m abaixo da superfície; em animais livres, se documentou que se envolvem mais de 700 m, com uma imersão máxima de 872 m. Uma imersão normalmente leva de 3 a 5 min, mas podem fazê-lo até 15 a 18 min. Em águas rasas dos estuários uma sessão de mergulho dura cerca de 2 minutos); a sequência consiste de 5 ou 6 mergulhos rápidas e rasas, seguida por uma de um minuto de duração com mais profundidade. A média de mergulhos por dia varia entre 31 e 51.
Todos os cetáceos, entre eles a beluga, possuem adaptações fisiológicas para manter o oxigênio durante os mergulhos. Durante o mergulho, estes animais diminuem a frequência cardíaca de cem batimentos por minuto, a uma faixa entre doze e vinte. O fluxo sanguíneo é desviado de outros tecidos e órgãos do corpo, o cérebro, coração e pulmões, que exigem aporte permanente de oxigênio. A proporção de oxigênio no sangue é mais alto do que na maioria dos mamíferos. A percentagem, em volume, de 5,5% é superior ao dos mamíferos terrestres e semelhante a foca de Weddell (um mamífero marinho mergulhador). Em um estudo verificou-se que uma fêmea tinha 16,5 litros de oxigênio dissolvido no sangue. Por último, os músculos do animal possuem um alto conteúdo de proteína mioglobina que funciona como um transportador de oxigênio: a concentração é várias vezes superior à dos mamíferos terrestres e ajuda a prevenir a deficiência deste elemento durante os mergulhos.

### Dieta

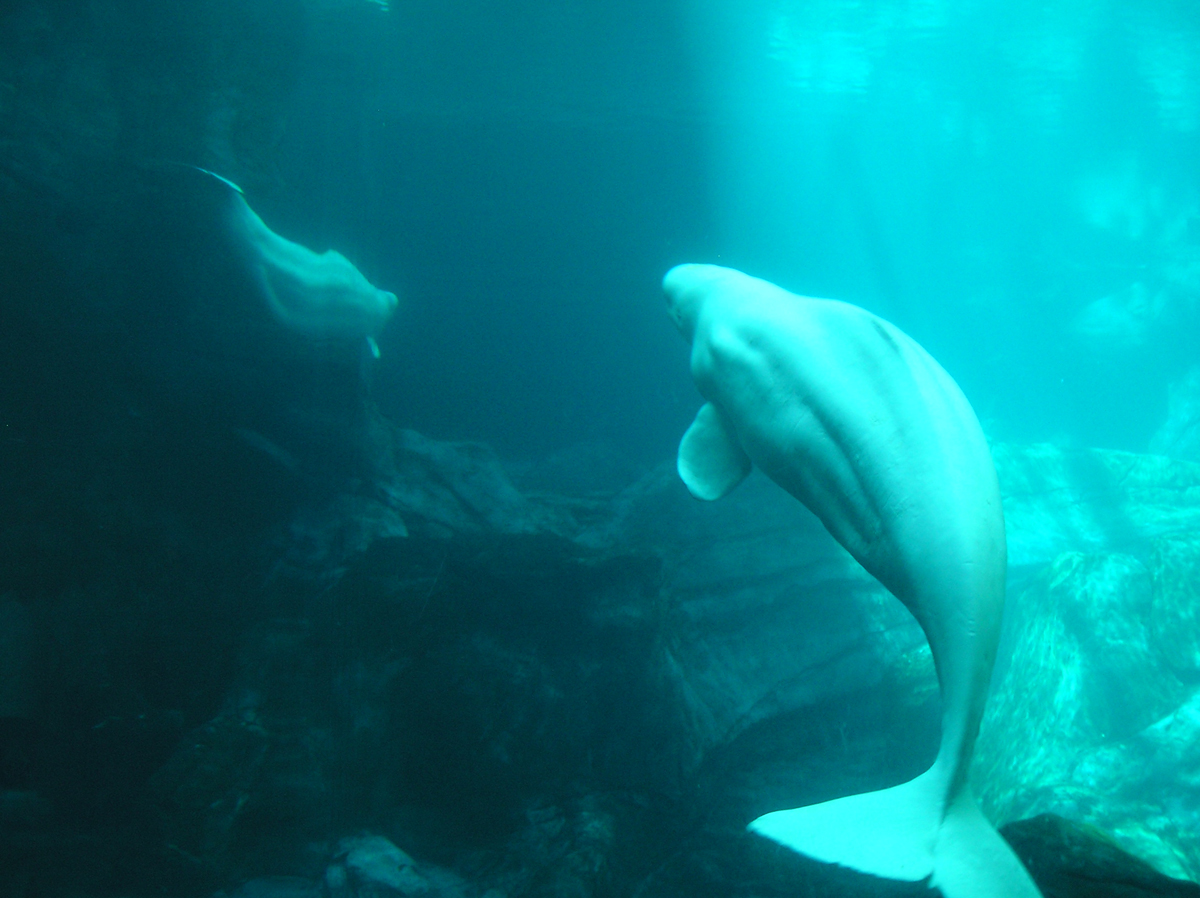
Belugas em um aquário em San Diego.

As belugas são os odontocetos mais abundantes nas águas do oceano Ártico, por tal motivo, desempenham um papel crítico na estrutura e função dos recursos marinhos na região. Ele é descrito como um animal oportunista, pois seus hábitos alimentares variam, dependendo da localização geográfica e da estação. Por exemplo, no mar de Beaufort alimentam-se de forma predominante de bacalhau ártico (Boreogadus saida) e na Gronelândia foi encontrado no seu estômago cantarilhos (Sebastes marinus), alabote-da-Groenlândia (Reinhardtius hippoglossoides) e camarão (Pandalus borealis), enquanto no Alasca, o alimento principal é o salmão-do-Pacífico (Oncorhynchus kisutch). Geralmente a dieta principal deste cetáceo é composta por peixes; além dos mencionados, foram identificados, entre outros: capelim, eperlano, linguados, solhas, arenque, charrascos e outros salmões. Também consomem um volume considerável de invertebrados, além de camarões, como lulas, caranguejos, mariscos, polvos, caracóis, minhocas e outros habitantes do fundo do mar. Os animais em cativeiro comem cerca de 2,5% a 3% de seu peso corporal por dia, mais ou menos 18,2 a 27,2 kg.
A pesquisa no leito marinho tipicamente ocorre em profundidades entre 20 e 40m, mas podem mergulhar com facilidade a mais de 700m para procurar alimento. Geralmente uma imersão dura de 3 a 5 min, mas foram observados indivíduos de permanecer sob a superfície por 18min. O pescoço flexível permite-lhe uma ampla gama de movimento enquanto procura o alimento no fundo oceânico. As observações mostraram que estes animais podem sugar água e depois expelir jatos fortes com a boca, método com o qual descobre presas na lama. Os dentes da beluga são pequenos e não são particularmente afiados, logo utilizam a sucção para levar as presas à boca; em consequência, todos os alimentos devem ser consumidos inteiros, por isso, as presas não podem ser muito grandes. Também se alimentam de cardumes de peixes e fazem-no em grupos coordenados de cinco ou mais indivíduos; estes reúnem o cardume de peixes em águas pouco profundas, para então atacá-los. Por exemplo, no estuário do rio Amur, onde se alimentam preferencialmente de salmão, reúnem-se em grupos de seis a oito indivíduos e rodeiam os peixes para evitar a sua fuga, enquanto se revezam, um a um, para alimentar-se deles.

### Reprodução

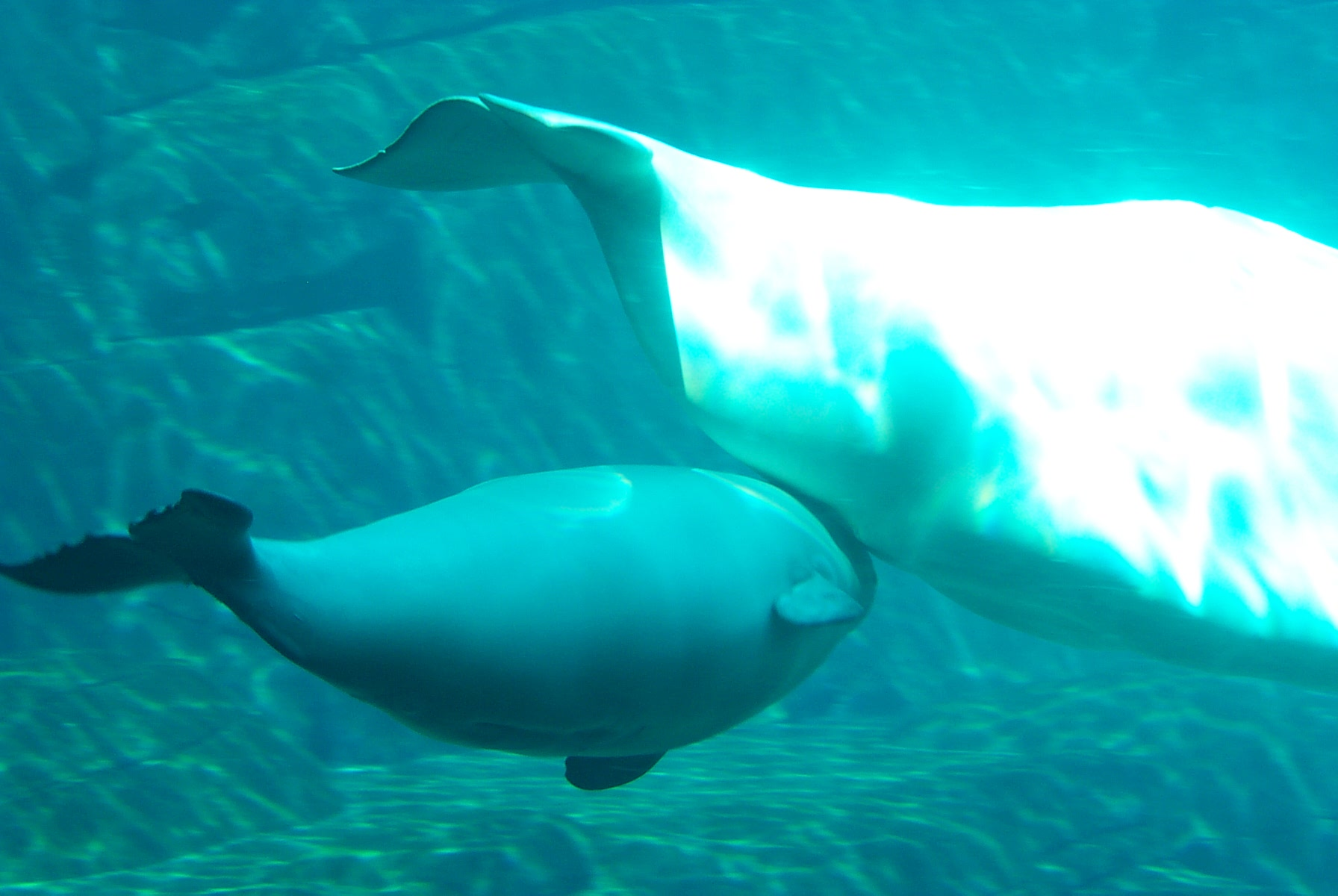
Uma beluga com sua cria

As estimativas sobre a idade de maturidade sexual varia amplamente; a maioria dos autores estimam que os machos atingem a maturidade sexual entre os quatro e os sete anos, e as fêmeas o fazem entre quatro e nove anos de idade. A idade média do primeiro parto é de 8,5 anos e a fertilidade começa a diminuir aos vinte e cinco, sem gestações registradas acima dos quarenta e um anos.
As fêmeas geralmente têm filhotes a cada dois a três anos. A maioria dos acasalamentos ocorrem entre fevereiro e maio, mas alguns podem ocorrer em outras épocas do ano. Foram publicados dados de períodos de gestação que varia entre 12 a 14½ meses, mas informações provenientes de fêmeas em cativeiro registra um tempo mais prolongado, com uma duração média de 475 dias (15,8 meses).
O nascimento dos filhotes durante o ano varia de acordo com a localização. No ártico canadense, os partos ocorrem desde março até setembro, enquanto que na baía de Hudson o pico de nascimentos acontece no final do mês de junho e em Cumberland Sound a maioria nascem no final de julho e início de agosto. Normalmente nascem em baías e estuários onde a água é quente, com uma temperatura de 10 a 15 °C. As belugas recém-nascidas são de cor cinza, têm, em média, 1,5 metros de comprimento e um peso de 80 kg; são capazes de nadar ao lado de suas mães imediatamente após o nascimento. O recém-nascido se alimenta sob a água e inicia a amamentação, algumas horas depois do nascimento e, daí em diante, o faz com intervalos de uma hora. De acordo com pesquisas em animais cativos, a composição do leite varia entre indivíduos e flutua de acordo com a fase de lactação; esta tem, em média, 28% de gordura, 11% de proteína, 60,3% de água e menos de 1% de cinzas. O leite contém aproximadamente 92 cal por cada onça.
Os filhotes dependem exclusivamente do aleitamento materno até o primeiro ano de idade, momento em que brota a dentadura. Então começam a complementar a dieta com camarões e pequenos peixes. A maioria dos jovens continuam a amamentação até os vinte meses de idade, prolongando-se para além dos dois anos em casos esporádicos. Em cativeiro foi observado cuidado aloparental (cuidado por fêmeas diferentes para a mãe), para as espécies com produção espontânea de leite por parte das fêmeas, que se prolonga por longos períodos de tempo. Isto sugere que este comportamento, observado com frequência em mamíferos, está presente nas belugas em liberdade.

### Comunicação e ecolocalização
As belugas usam os sons e a ecolocalização para movimentarem-se, comunicarem, localizar respiradouros e caçar na escuridão ou na água turva. Produzem uma série de cliques em sequência rápida; estes sons atravessam o melão, que atua como uma lente acústica que os concentra em um feixe, o qual é projetado para a frente, penetrando o ambiente aquático que rodeia o animal. Esses sons se propagam através da água a uma velocidade próxima de 1,6 km por segundo, cerca de quatro vezes a velocidade do som no ar. As ondas sonoras produzidas ricocheteiam nos objetos dentro da água, e retornam em forma de ecos que são ouvidos e interpretados pelo animal. Por meio deste sistema podem determinar a distância, velocidade, tamanho, forma e até mesmo a estrutura interna dos objetos dentro da água. Também usam esta habilidade para se deslocar entre as grossas camadas de gelo do Ártico e para localizar polínias (aberturas no gelo para respirar) ou bolhas de ar presas sob a camada de gelo.
Existe evidência de que estes animais são muito sensíveis à poluição auditiva produzida pelo homem. Em um estudo um indivíduo produziu frequências máximas de 40 a 60 kHz na baía de San Diego, Califórnia, e 100 a 120 kHz, ao ser transferido para a baía de Kaneohe, no Havaí. Acredita-se que a diferença nas frequências é uma resposta para a diferença de ruído ambiental entre as duas regiões.
Estes cetáceos utilizam sons de alta frequência para se comunicar, os quais às vezes são tão agudos que se lhes compara com pássaros; por isso, são apelidados de "canários marinhos". Como os outros odontocetos, não possuem cordas vocais e os sons provavelmente são produzidos pelo movimento do ar entre os sacos nasais na região do espiráculo.
A beluga está entre as espécies de cetáceos mais vocais. Usam suas vocalizações para redes, reprodução e comunicação. Possuem um grande repertório, pois emitem pelo menos onze diferentes sons semelhantes a cacareos, apitos, trinados e gritos. Também usam a linguagem corporal rangendo os dentes ou espirrando, mas é pouco frequente realizarem exposições visuais com as barbatanas peitorais ou vazões e também não realizam figuras ou cambalhotas, como o fazem outras espécies de odontocetos, em especial os golfinhos.
Um estudo de pesquisadores japoneses, no qual belugas foram capazes de identificar três objetos diferentes usando sons específicos para cada um deles, oferece uma esperança para os humanos estabelecerem algum tipo de comunicação com os mamíferos marinhos.

## Relações com humanos
Os povos nativos da América do Norte e da Rússia têm caçado belugas por muitos séculos. Eles também foram caçados por não-nativos durante o século XIX e parte do século XX. A caça de belugas não é controlada pela Comissão Internacional de Baleeiros, e cada país desenvolveu suas próprias regulamentações em anos diferentes. Atualmente, alguns inuítes no Canadá e na Groenlândia, grupos nativos do Alasca e russos estão autorizados a caçar belugas para consumo, bem como para venda, já que a caça baleeira aborígene é excluída da Moratória da Comissão Internacional de Baleeiros de 1986 sobre a caça. Os números caíram substancialmente na Rússia e na Groenlândia, mas não no Alasca e no Canadá. A beluga foi colocada na Lista Vermelha da União Internacional para a Conservação da Natureza em 2008 como sendo "quase ameaçado"; a subpopulação da Enseada Cook no Alasca, no entanto, é considerada criticamente ameaçada e está sob a proteção da Lei de Espécies Ameaçadas dos Estados Unidos. De todas as sete populações canadenses existentes, aquelas que habitam o Leste da Baía de Hudson, a Baía de Ungava e o rio St. Lawrence estão listadas como ameaçadas de extinção. Belugas estão entre os cetáceos mais comuns em cativeiros da Europa, Ásia e América do Norte, devido ao seu comportamento dócil, seu imenso repertório de vocalizações e comportamentos e o formato de seu crânio, que faz com que o animal pareça estar sempre sorrindo. Outro fato que contribui para o uso desses animais nesses espetáculos é a sua reprodução em cativeiro ser bem-sucedida. No filme Finding Dory de 2016, podemos ver uma beluga macho chamada Bailey.
O Serviço Nacional de Pesca Marinha (NMFS) realizou levantamentos aéreos para estimar a abundância da população de beluga em Cook Inlet, Alasca, entre o final de maio e início de julho de 1993 a 2012, após o qual as pesquisas bienais começaram em 2014. No entanto, a pesquisa prevista para 2020 foi adiada para 2021 devido a pandemia de Covid-19, levando a pesquisas consecutivas em 2021 e 2022.

## Fatores de risco
Apesar de, globalmente, as belugas não se encontrarem ameaçadas, existem três populações que estão classificadas como Criticamente Ameaçadas devido ao impacto humano como ruído, poluição, tráfego marítimo e atividade industrial, que provocam doenças, redução da qualidade do habitat e contaminação do alimento.

### Contaminantes
Uma das maiores ameaças às populações de belugas a longo prazo é a contaminação por químicos tóxicos. As belugas adultas arrojadas no Rio St. Lawrence, no Canadá, continham níveis tão elevados de PBC e DDT que foram consideradas resíduos perigosos, segundo a lei canadiana. Os examinadores dos corpos de belugas da população de St. Laurence registaram uma taxa anual de cancro superior a todos os outros cetáceos e semelhante à dos humanos. Uma vez que as belugas estão no topo da cadeia alimentar, consomem presas mais contaminadas. Estas toxinas podem ser passadas através do leite materno para as crias.

### Alterações climáticas
A continuação do degelo das calotas polares pode aumentar a atividade humana em áreas previamente inacessíveis no Ártico, atraindo navios, exploração petrolífera e de gás, e pesca comercial. Estas atividades aumentam o risco de poluição, perturbação ambiental e sonora. Para além disso, a diminuição do gelo alterará a cadeia alimentar do Ártico, forçando uma alteração nos hábitos alimentares dos mamíferos marinhos. O gelo marinho e a água gélida servem de barreira a espécies de mamíferos marinhos não encontrados no Ártico. O aumento da temperatura das águas pode levar a uma maior competição por alimento, elevar o risco potencial de doenças e deixar as populações de belugas mais vulneráveis à predação pelas orcas.